# Černohorská fotbalová reprezentace
Černohorská fotbalová reprezentace reprezentuje Černou Horu na mezinárodních fotbalových akcích, jako je mistrovství světa nebo mistrovství Evropy. Domovským hřištěm týmu je stadion Pod Goricom v Podgorici.
V letech 2003 až 2006 hráli černohorští hráči za tým Srbska a Černé Hory a před rokem 2003 za reprezentaci Jugoslávie. Samostatný národní tým Černé Hory vznikl 28. června 2006, a 30. června podal přihlášku do mezinárodních fotbalových organizací. Do UEFA byl přijatý na kongresu v Düsseldorfu 26. ledna 2007, do FIFA na kongresu v Curychu 31. května 2007. První mezinárodní soutěží, které se Černá Hora zúčastnila, byla kvalifikace na Mistrovství světa ve fotbale 2010.

## Mistrovství světa
| Rok    | Účast                                           | Soupisky |
| ------ | ----------------------------------------------- | -------- |
| 2010   | Nepostoupili z kvalifikace                      | –        |
| 2014   | Nepostoupili z kvalifikace                      | –        |
| 2018   | Nepostoupili z kvalifikace                      | –        |
| 2022   | Nepostoupili z kvalifikace                      | –        |
| 2026   | kvalifikace proběhne                            | –        |
| Celkem | Účast – 0× zlato – 0×, stříbro – 0×, bronz – 0× |          |

## Mistrovství Evropy
| Rok     | Účast                                           | Soupisky |
| ------- | ----------------------------------------------- | -------- |
| 2012    | Nepostoupili z baráže                           | –        |
| 2016    | Nepostoupili z kvalifikace                      | –        |
| ME 2020 | Nepostoupili z kvalifikace                      | –        |
| 2024    | Nepostoupili z kvalifikace                      | –        |
| Celkem  | Účast – 0× zlato – 0×, stříbro – 0×, bronz – 0× |          |